# Nicholas Angelich
Nicholas Angelich (Cincinnati, 14 dicembre 1970 – Parigi, 18 aprile 2022) è stato un pianista statunitense.

## Biografia
Nicholas Angelich incominciò lo studio del pianoforte all'età di cinque anni, sotto la guida della madre. Quando ne aveva sette, esordì suonando il Concerto per pianoforte e orchestra n. 21 di Mozart. A tredici anni entrò al Conservatorio di Parigi dove studiò con Aldo Ciccolini, Yvonne Loriod, Michel Beroff e Marie-Françoise Bucquet, per perfezionarsi successivamente nelle classi di Leon Fleisher, Dmitri Bashkirov e Maria João Pires. Nel 1989 vinse il secondo premio al concorso di Cleveland e nel 1994 risultò vincitore al Concorso Gina Bachauer.
Suonò con le orchestre più importanti della Francia dirette nell'occasione da Chung Myung-whun e David Robertson. Nel 2003 esordì con i New York Philharmonic diretti da Kurt Masur con il quale realizzò anche una tournée in Giappone con l'Orchestre Philharmonique de Radio France.
Si esibì in diverse importantissime sale da concerto del mondo: Teatro della Pergola di Firenze, Queen Elizabeth Hall di Londra, Théâtre du Châtelet di Parigi, Conservatorio Giuseppe Verdi di Milano.
Angelich aveva una predilezione per Brahms e in particolare per il suo secondo concerto per pianoforte, che eseguì con molte orchestre e direttori d'orchestra in entrambi i continenti, ma eseguiva frequentemente anche Bach, Beethoven e compositori romantici come Schumann e Liszt.
Fu docente presso il Conservatoire national supérieur de musique et de danse di Parigi.
Angelich è morto nel 2022, per una malattia polmonare che lo affliggeva da tempo.